# Pinus contorta
Pinus contorta Douglas ex Loudon, 1838 è una specie arborea appartenente alla famiglia delle Pinaceae diffusa nell'America nord-occidentale, oggi introdotta anche in Norvegia e Svezia a uso forestale. Può ibridarsi con il Pinus banksiana.

## Tassonomia
Le sottospecie del Pinus contorta sono:
- P. contorta ssp. contorta
- P. contorta ssp. latifolia
- P. contorta ssp. murrayana